# 诺沃耶村委员会
诺沃耶村委员会（俄语：Новинский сельсовет）是俄罗斯联邦阿穆尔州别洛戈尔斯克区所属的一个村委员会。其下辖有3个居民点，行政中心为诺沃耶。据2016年统计，该村委员会的人口为498人。